# Passo Godi
Passo Godi è un'area montana, situata nei pressi del valico di Monte Godi (1630 m s.l.m.), nell'Appennino centrale abruzzese, tra il Monte Godi a ovest (2011 m) e il monte Serra Rocca Chiarano (2262 m) a est, nella parte sud-est della provincia dell'Aquila, in Abruzzo, tra i comuni di Scanno e Villetta Barrea, percorso dalla strada regionale 479 Sannite, che a nord sale dalle Gole del Sagittario lungo la valle del Tasso-Sagittario. Sede di un'omonima stazione sciistica, sui margini centro-orientali del parco nazionale d'Abruzzo, Lazio e Molise, rappresenta lo spartiacque tra il bacino idrografico dell'Aterno-Pescara a nord e quello del Sangro a sud.

## Ambiente

### Flora e fauna
Prevalentemente le stesse del parco nazionale d'Abruzzo; si possono ammirare piante rare come il Geum rivale ed il Veratrum nigra dal fiore nero.

## Economia
L'economia del Passo Godi è basata principalmente sul turismo, ma anche sull'allevamento transumante di mucche, capre e pecore, e sull'apicoltura.

## Monumenti e luoghi d'interesse
- il parco nazionale d'Abruzzo;

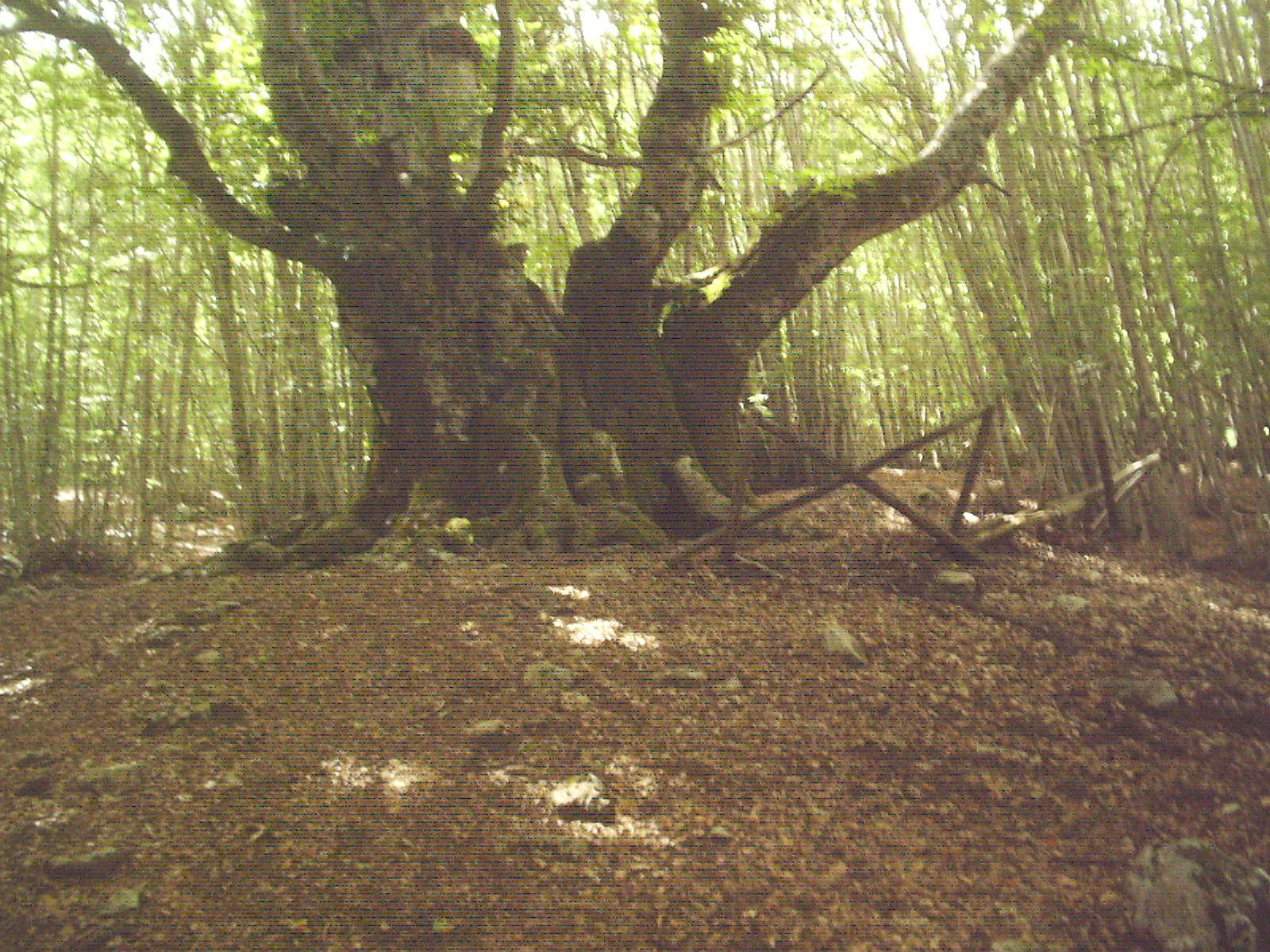
Il faggio monumentale di Pontone

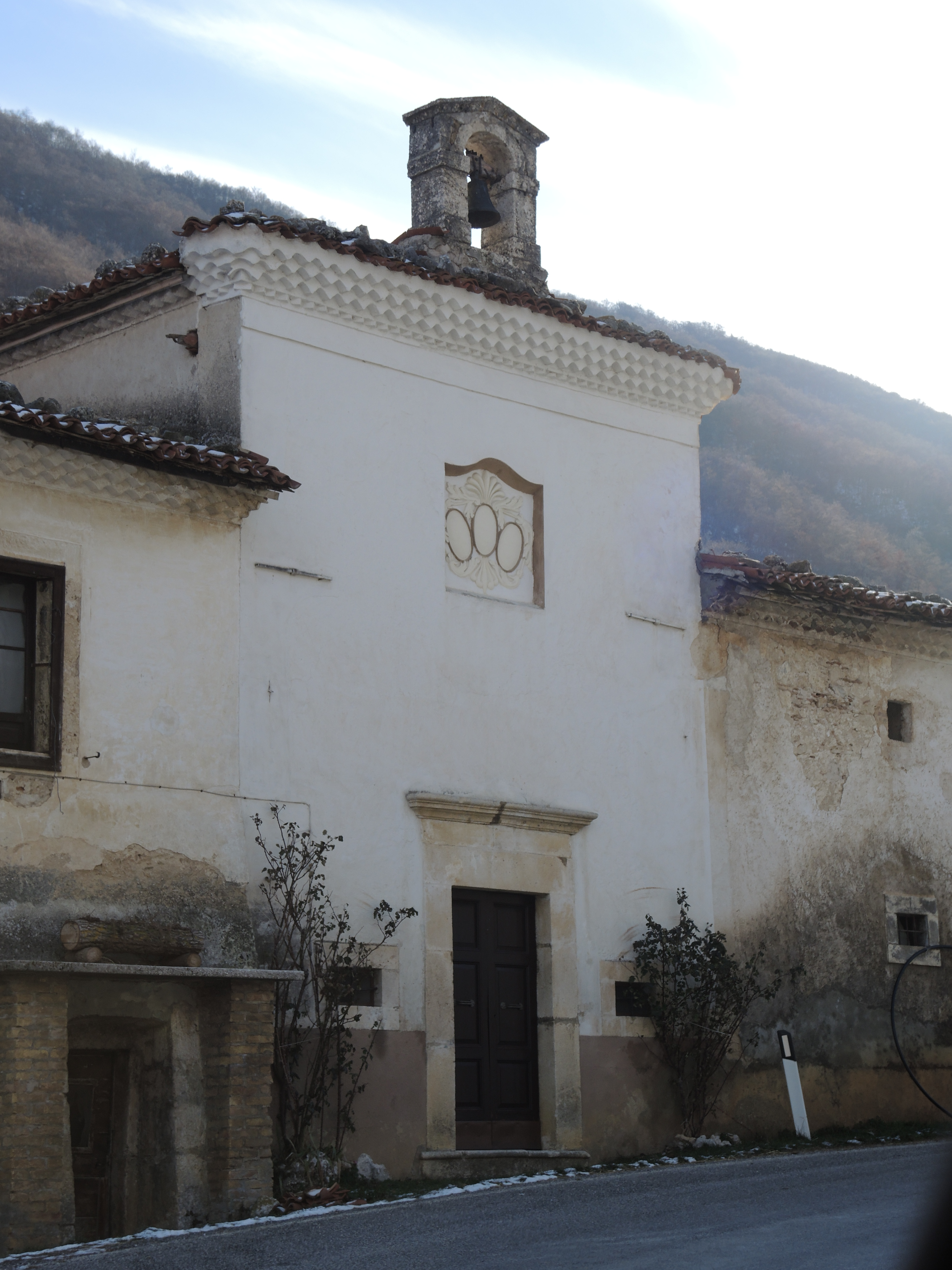
La chiesa di San Liborio

- l'albero più grande del parco nazionale d'Abruzzo, sito ad un chilometro circa dal valico in direzione Villetta Barrea, prendendo indi un sentiero (a sinistra da chi giunge da Villetta Barrea) e dopo circa un centinaio di metri si giunge all'albero monumentale[1]. Trattasi di un faggio (fagus sylvatica) monumentale sito in località Pontone; la sua circonferenza è di 8,1 metri e la sua altezza è di 25 metri[1][2]; in realtà non si tratta di un albero singolo, ma di tre faggi limitrofi fusi tra di loro[2]; è un albero plurisecolare[1];
- la chiesa di San Liborio, lungo la strada in direzione Scanno;
- la chiesa di San Lorenzo a Iovana, sita nei pressi;
- la Gola dell'orso (Forra della Fucicchia);
- sulla Serra di Ferroio, sita nei pressi, c'è la stele dove papa Giovanni Paolo II si recava per la preghiera[3];
- lo stazzo dei pastori (o rifugio dei pastori)[4], dove in estate è possibile assistere alla lavorazione e produzione di formaggi;
- lo stazzo di Ziomas[5].

## Sport

### In inverno
- snowkiting

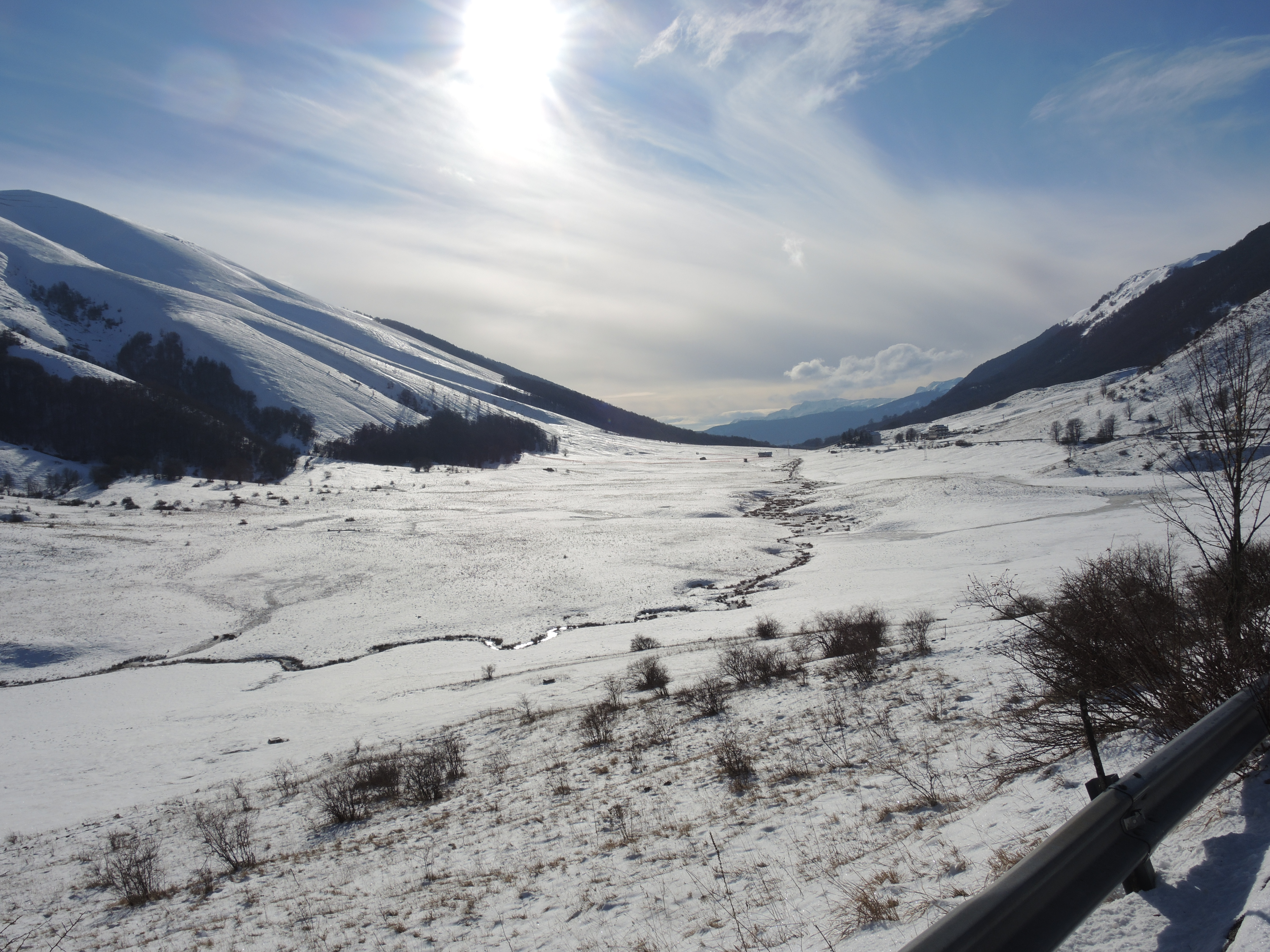
Vista invernale del passo

- sci alpino (sono presenti una sciovia e 2 tappeti mobili)
- sci nordico
- bob
- alpinismo
- camminata nordica
- racchette da neve

### In estate
- nordic walking
- trekking
- ciclismo e motociclismo (i curvoni della SR 479 permettono anche ciclocross e motocross)
- alpinismo

I regolamenti comunali di Villetta Barrea e Scanno non sono chiari in merito al divieto di praticare sport estremi.